# Startschuss Queer Sport Hamburg
Startschuss Queer Sport Hamburg e. V. – früher Startschuss Schwul/Lesbischer Sportverein Hamburg e. V. – gehört mit 21 Sportabteilungen und < 900 Mitgliedern zu den mittelgroßen Sportvereinen in Hamburg. Der Verein ist der einzige queere Sportverein mit diversem Mehrspartenangebot in Hamburg. Vernetzung ist für den Verein besonders wichtig, daher arbeitet er mit anderen queeren Gruppen zusammen, fördert die Teilnahme an nationalen und internationalen Turnieren und veranstaltet regelmäßig eigene Turniere.
1990 nahmen sich einige homosexuelle Sportinteressierte ein Vorbild an Sportvereinen wie dem SC Janus Köln und dem Frankfurter Volleyball Verein und gründeten den zunächst rein männlichen Verein. In den 1990ern wurde das Wort „lesbisch“ in den Namen eingefügt; seither richtet sich das Angebot des Vereins auch an Frauen.
Der Verein hat Anfang 2023 seinen Namen angepasst, um sich weiter auch in der Außendarstellung für alle Personen neben dem schwul/lesbischen Spektrum zu öffnen, die sich der Idee von {{queer}} zugehörig oder offen fühlen.
Startschuss Hamburg ist Mitglied im Hamburger Sportbund sowie in verschiedenen Sportfachverbänden, so dass interessierte Mitglieder an lizenzierten Wettkämpfen teilnehmen können. Die Verankerung des Vereins in Hamburg ist an dem Rathausempfangs zum 20. Jubiläum erkennbar.

## Fußball-Europameisterschaft
Dezember 2013 übertrug die International Gay and Lesbian Football Association (IGLFA) Startschuss die Ausrichtung der schwul/lesbischen Fußball-Europameisterschaft 2015. Stattfinden werden die Spiele am 12. & 13. Juni auf den Sportplätzen des Hamburger SV in Norderstedt.